# 横浜ラポール
横浜ラポール（英語: Yokohama Rapport）は、障害者のレクリエーションおよびリハビリテーションの場として、1992年、神奈川県横浜市に設立されたスポーツ施設。横浜市リハビリテーション事業団が運営している。正式名称は障害者スポーツ文化センター横浜ラポール。

## 概要
大小のアリーナや25mプール、屋外および地下にグラウンドがあり、車いすバスケットボールや電動車椅子サッカー、陸上競技、アーチェリーといった障害者スポーツ、グラウンドゴルフやローンボウルズなどのニュースポーツの競技が可能となっている。ボッチャの日本選手権など、さまざまな大会やスポーツ関連のイベントも開催されるほか、障害者の成人を祝う行事も行われる。
このほか、おもに小学生以下の障害児を対象に玩具の貸し出しを行うおもちゃ図書館や、聴覚障害者のためのビデオライブラリーなども併設している。なお、おもちゃ図書館は健常者の利用が不可となっている（乳幼児は障害の有無にかかわらず利用可能）。

## アクセス
- 横浜線／横浜市営地下鉄/東急新横浜線/相鉄新横浜線 - 新横浜駅から徒歩10分
- 横浜市営バス 300系統 - 浜鳥橋